# Terézkörúti Színpad
A Terézkörúti Színpad Budapest VI. kerületében a Teréz krt. 46. sz. alatti épületben 1923 és 1938 között működő nívós kabaré volt. Színpadán jelent meg először a Hacsek és Sajó páros.

## Története
A színpadot a Roboz Aladár vezette részvénytársaság finanszírozta. 1923. december 1-jén kezdte meg működését. Az első művészeti vezető Nagy Endre, az igazgató Salamon Béla volt. Kettejük eltérő stílusa (Nagy Endre intellektuálisabb, Salamon Béla harsányabb humora) 6 évig fért meg egymással. A Terézkörúti Színpadon  jelent meg először Komlós Vilmos és Herczeg Jenő alakításában a Hacsek és Sajó páros, Vadnay László tollából. A főrendező Herczeg Jenő, a zenei vezető Lányi Viktor volt. 1932 őszétől Vaszary János, majd Bánóczy Dezső lett a művészeti vezető. Itt kezdte konferanszié pályafutását Kellér Dezső, 1934–36-ban Békeffi László, utána Kőváry Gyula volt a konferanszié. Kőváry 1934-től a teátrum főrendezője is volt. A Terézkörúti Színpad 1938-ig működött.

## Műsoraiban felléptek
- Az alakuló társulat tagjai: Salamon Béla, Kabók Győző, Kalmár Rózsi, Keglevich Marianne, Jármay Karola, Szenes Ernő, Bazsay Lajos, Víg Miklós, Barna Magda, Huszár Ilona, Berczelly Magda, Lengyel Gizi, Herczeg Jenő, László Tivadar, Rejtő Jenő
- Vendégként fellépett többek közt Pártos Gusztáv, Dénes György, Kabos Gyula, Pethes Sándor, Relle Gabi, Horváth Elvira, Medgyaszay Vilma, Komlós Vilma, Nagy Endre, Gózon Gyula, Peti Sándor és Boross Géza.

## Szerzői
- Vadnay László, Nóti Károly, Lőrincz Miklós, Szenes Béla, Emőd Tamás, Kellér Andor, Stella Adorján, Szőke Szakáll, Harmath Imre, Görög László, Török Rezső, László Miklós, Békeffi László, Karinthy Frigyes, Kellér Dezső, Halász Imre.